# Seven Oaks (Texas)
Seven Oaks es una ciudad ubicada en el condado de Polk en el estado estadounidense de Texas. En el Censo de 2010 tenía una población de 111 habitantes y una densidad poblacional de 30,63 personas por km².

## Geografía
Seven Oaks se encuentra ubicada en las coordenadas 30°51′7″N 94°51′28″O / 30.85194, -94.85778. Según la Oficina del Censo de los Estados Unidos, Seven Oaks tiene una superficie total de 3.62 km², de la cual 3.62 km² corresponden a tierra firme y (0%) 0 km² es agua.

## Demografía
Según el censo de 2010, había 111 personas residiendo en Seven Oaks. La densidad de población era de 30,63 hab./km². De los 111 habitantes, Seven Oaks estaba compuesto por el 27.03% blancos, el 69.37% eran afroamericanos, el 3.6% eran amerindios, el 0% eran asiáticos, el 0% eran isleños del Pacífico, el 0% eran de otras razas y el 0% pertenecían a dos o más razas. Del total de la población el 0.9% eran hispanos o latinos de cualquier raza.